# Petar Drapšin
Petar Drapšin [pétar drápšin], srbski španski borec, komunist, prvoborec, partizan, general in narodni heroj, * 15. november 1914, Turija pri Srbobranu, Srbija, † 2. november 1945, Beograd.

## Življenjepis
Po končanju Srednje tehnične šole je odpotoval v Prago, kjer je študiral na Tehniški fakulteti. Leta 1937 je odpotoval v Španijo, kjer je sodeloval v španski državljanski vojni; ostal je do konca vojne. Interniran je bil v Franciji, od koder je uspel pobegniti v Zagreb. Tam je sodeloval pri organiziranju NOVJ v letu 1941.
Med vojno je bil: namestnik poveljnika 3. operativne cone (1942–januar 1943), poveljnik 12. slavonske divizije (januar–maj 1943), poveljnik 6. korpusa (maj 1943–december 1944), poveljnik 8. korpusa (december–marec 1945) in poveljnik 4. armade (1. marec 1945–2. november 1945). 
V času svoje smrtne nesreče je bil poveljnik Tankovskih enot JA.

## Odlikovanja
- Red narodnega heroja
- Red partizanske zvezde